# Stefano Bertolini
Stefano Bertolini (Pontremoli, 1711 – Firenze, 1782) è stato un giurista italiano, ministro della giustizia nel Granducato di Toscana.
laureato alla facoltà di giurisprudenza all'Università di Pisa, intraprese fin da giovane viaggi in Svizzera, Francia, Inghilterra ed ebbe così occasione di scambio interculturale. 
Scrisse nel 1754 Analyse raisonèe de l'Esprit des loix. Altra opera importante, del 1756 è Massime, Esempi e Trattati di Tucidide.
Nel 1771 scrisse l'ultima opera, La mente di un uomo di Stato.
Tutte queste opere erano incentrate sulla figura di Machiavelli.
Rivestì importanti incarichi nel Granducato di Toscana, fino ad essere nominato consigliere di Stato nel 1782.